# Історія пошти і поштових марок Території Росса

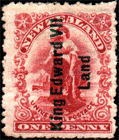
Марка Нової Зеландії з надпечаткою «King Edward VII Land» («Земля Едуарда VII») для використання на англійській полярній станції (1908)

Історія пошти і поштових марок Території Росса (англ. Ross Dependency) пов'язана з освоєнням цього сектора Антарктики Новою Зеландією.

## Історія
Територія Росса (або Земля Росса; спочатку називалася Землею Едуарда VII) — це ім'я як і раніше носить район навколо мису Колбек (англ. Cape Colbeck) на захід від крижаного шельфу. Поштове відомство Нової Зеландії зробило надпечатку «King Edward VII Land» («Земля Едуарда VII») на поштових марках для використання Британської антарктичної експедицією 1908 р.. Ернест Шеклтон став першим поштмейстером.
У наступні роки поштове відомство Нової Зеландії випускало марки з написом «Ross Dependency» («Територія Росса») для використання в експедиціях на Територію Росса.
Випуск марок припинився на деякий час після закриття поштового відділення на базі Скотт у рамках раціоналізації роботи пошти Нової Зеландії в 1987 р., але був відновлений в 1994 р. через попит на марки.

## Ресурси Інтернету
- Antarctica. Stamp Atlas (англ.). Sandafayre Stamp Auctions. Архів оригіналу за 29 січня 2012. Процитовано 13 квітня 2009.
- Марки Территории Росса в онлайн-каталоге [Архівовано 6 квітня 2008 у Wayback Machine.] Стенлі Гіббонс (каталог марок)«Стэнли Гиббонс»(англ.)
- Марки[недоступне посилання з лютого 2019] Території Росса на сайті компанії [Архівовано 20 березня 2008 у Wayback Machine.] «Стенлі Гіббонс»(англ.)
- Ross Dependency — інформація про марки Території Росса в Базі даних «The Encyclopaedia of Postal Authorities. Encyclopaedia of Postal History». Архів оригіналу за 10 жовтня 2012. Процитовано 22 червня 2014. («Енциклопедія поштових відомств. Енциклопедія історії пошти»)(англ.)
- Марки Території Росса 1908 року на сайті поштового відомства Нової Зеландії(англ.)
- «База Скотт 1957–2007» — серія марок (включаючи презентаційний сувенір) Нової Зеландії на сайті поштового відомства Нової Зеландії(англ.)